# Exochordeae
Exochordeae, a veces denominada Osmaronieae, es una tribu de plantas en la subfamilia Amygdaloideae perteneciente a la familia de las rosáceas. El género tipo es: Exochorda Lindl.

## Géneros
Según GRIN
- Exochorda Lindl.
- Nuttallia Torr. & A. Gray ex Hook. & Arn. = Oemleria Rchb.
- Oemleria Rchb.
- Osmaronia Greene = Oemleria Rchb.
- Plagiospermum Oliv. = Prinsepia Royle
- Prinsepia Royle
- Sinoplagiospermum Rauschert = Prinsepia Royle

Según NCBI
- Exochorda - Oemleria - Prinsepia[3][4]